# Jaume Bartumeu Cassany

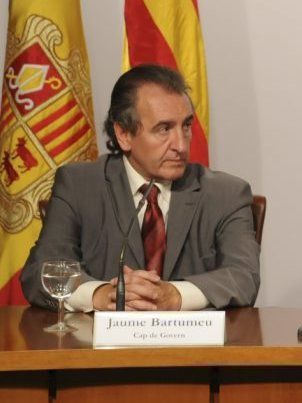
Jaume Bartumeu Cassany, 2009

Jaume Bartumeu Cassany (* 10. November 1954 in Andorra la Vella) ist ein andorranischer Politiker und Rechtsanwalt.

## Leben
2000 gehörte Cassany zu den Gründungsmitgliedern der Partei Partit Socialdemòcrata, dessen Vorsitz er von 2000 bis 2004 innehatte. Cassany war seit dem 5. Juni 2009 Regierungschef in Andorra. Nachdem Jaume Bartumeu Cassany Februar 2011 im Parlament keine Mehrheit für seinen Haushalt und die Einführung einer Einkommensteuer gefunden hatte, fanden am 3. April 2011 vorgezogene Parlamentswahlen in Andorra statt. Diese verloren die Sozialdemokraten, und der Liberale Antoni Martí Petit wurde Nachfolger Jaume Bartumeu Cassanys.